# Les Pales (Barcedana)
Les Pales és un conjunt de pales del terme municipal de Gavet de la Conca, al Pallars Jussà, en el territori de l'antic terme d'Aransís. Es troben a l'esquerra del barranc de Barcedana, al peu del vessant septentrional del Montsec de Rúbies al nord del Tossal de la Torreta i al nord-est de Sant Salvador del Bosc, entre el barranc esmentat i el límit de l'àrea de protecció natural del Montsec de Rubies.